# Игнатьевская волость (Московская губерния)
Игнатьевская волость (с 26 сентября 1921 года — Павлово-Посадская волость) — волость в составе Богородского уезда Московской губернии. Образована 1860-х годах, после земской реформы Александра II в составе 2 стана Богородского уезда; на 1890 год включала 2 села, 36 деревень, 3 погоста и завод. Существовала до 1929 года. Центром волости сначала было село Игнатьево, а с 1921 года — город Павловский Посад.
В состав волости вошли селения Афанасово, Быково, Иванисово, Власово, Всеволодово, Гора, Городок, Грибаново, Грибово, Дмитриево,  Евсеево, Игнатово, Игнатьево, Корнево, Криулино, Курово, Малыгино, Меря, Михайло-Архангельский Погост, Мишутино, Назарово, Прокунино, Рахманово, Саурово, Семеново, Сонино, Степаново, Степурино, Субботино, Тр.-Чижи, Трубицыно, Улитино, Уползы, Фатеево, Филимоново, Фомино и Юдино.
По данным 1919 года в Игнатьевской волости было 34 сельсовета: Афанасовский, Быковский, Власовский, Всеволодовский, Горовский, Городковский, Грибановский, Грибовский, Дмитровский, Евсеевский, Иванисовский, Игнатовский, Игнатьевский, Казанский, Корневский, Криулинский, Куровский, Малыгинский, Мишутинский, Назаровский, Прокунинский, Рахмановский, Сауровский, Семёновский, Сонинский, Степановский, Степуринский, Субботинский, Трубицинский, Улитинский, Фатеевский, Филимоновский, Фоминский, Юдинский.
26 сентября 1921 года волость была переименована в Павлово-Посадскую.
К 1923 году в волости стало 24 сельсовета: Быковский, Власовский, Всеволодовский, Городковский, Грибовский, Дмитровский, Иванисовский, Игнатьевский, Казанский, Корневский, Криулинский, Куровский, Малыгинский, Мишутинский, Прокунинский, Рахмановский, Сауровский, Семёновский, Степановский, Субботинский, Трубицинский, Улитинский, Филимоновский, Фоминский.
В 1924 году Быковский с/с был присоединён к Игнатьевскому, Власовский и Семёновский — к Малыгинскому, Всеволодовский и Иванисовский — к Степановскому, Дмитровский и Фоминский — к Рахмановскому, Криулинский — к Казанскому, Мишутинский — к Корневскому, Прокунинский — к Филимоновскому, Сауровский — Куровскому, Трубицынский и Субботинский — к Степуринскому. В том же году Иванисово было передано в Пригородную волость, а к Павлово-Посадской волости были присоединены Новинская волость и большая часть Буньковской волости.
К 1925 году в волости было 46 сельсоветов: Аверкинский, Алферовский, Андреевский, Андроновский, Бразуновский, Больше-Дворский, Борисовский, Быковский, Васютинский, Власовский, Гавринский, Городковский, Грибановский, Грибовский, Даниловский, Дергаевский, Евсеевский, Иванисовский, Игнатовский, Игнатьевский, Казанский, Корневский, Криулинский, Крупинский, Кузнецовский, Куровский, Левкинский, Малыгинский, Митинский, Мишутинский, Ново-Загорский, Носыревский, Перхуровский, Прокунинский, Рахмановский, Сауровский, Семёновский, Сонинский, Степановский, Степуринский, Субботинский, Улитинский, Фатеевский, Филимоновский, Шебановский.
В 1926 году были созданы Михалевский, Суминский, Трубицынский и Часовенский с/с.
В 1927 году Сонинский с/с был переименован в Фомино-Сонинский.
В 1929 году Корневский с/с был переименован в Корнево-Юдинский.
В ходе реформы административно-территориального деления СССР в 1929 году Павлово-Посадская волость была упразднена, а её территория разделена между Павлово-Посадским районом Орехово-Зуевского округа (основная часть) и Богородским районом Московского округа новообразованной Московской области.